# Stenostomum tomentosum
Stenostomum tomentosum är en måreväxtart som först beskrevs av Olof Swartz, och fick sitt nu gällande namn av Dc.. Stenostomum tomentosum ingår i släktet Stenostomum och familjen måreväxter. Inga underarter finns listade i Catalogue of Life.